# ティーペアリング
ティーペアリング（英: tea pairing, tea & food pairings）とは、広義のフードペアリングまたはノンアルコールペアリングの一種であり、各種の茶と料理を組み合わせることである。

## 概要
紅茶専門家の大西泰宏はティーペアリングの基本的な考え方として、茶で口の中をリセットして次の料理を受け入れやすくする事と、茶と料理の相乗効果で味を引き上げるいわゆるマリアージュの2点を挙げている。
伝統的な茶会やアフタヌーンティーなどと文脈的に異なる、高級レストランでアルコールでない飲料を料理に合わせて提供するという流れは比較的新しく、ティーソムリエが職種として確立された2000年代中盤以降であると考えられる。
ティーペアリングが広まった理由について、TWG Teaのマランダ・バーンズは、もともとアジア地域の最高級レストランの顧客が、ワインの代わりになる、健康的かつ洗練された飲料を求めていて、経営者がそれに答えた結果だとしている。これまで許されていたアルコールを摂りながらのランチが企業によって禁止される傾向と、イスラム教徒とのビジネスの拡大がアルコール離れを促したと考えられる。